# Radhica
Radhica is een geslacht van vlinders van de familie spinners (Lasiocampidae).

## Soorten
- R. elisabethae De Lajonquière, 1977
- R. flavovittata Moore, 1879
- R. himerta (Swinhoe, 1893)
- R. holoxantha (Grünberg, 1913)
- R. rosea Hampson, 1891